# Jabalón
Le Jabalón est une rivière espagnole d'une longueur de 160 km qui coule dans la communauté autonome de Castille-La Manche. Il est un affluent du Guadiana.

## Source de la traduction
- (es) Cet article est partiellement ou en totalité issu de l’article de Wikipédia en espagnol intitulé « Jabalón » (voir la liste des auteurs).